# Street Sounds Electro 7
Street Sounds Electro 7 er det syvende opsamlingsalbum i en serie og blev udgivet i 1985 af StreetSounds. Albummet udkom som LP-plade og kassettebånd og består af syv electro og old school hip hop numre mixet af Herbie Laidley.

## Sporliste
| 1. | "Girls (Remix Long Version)"     | Egyptian Lover            | -:-- |
| 2. | "808 Beats (Club Mix)"           | The Unknown DJ            | -:-- |
| 3. | "Fresh Mess (Jam ...Your Radio)" | Knights Of The Turntables | -:-- |

| 1. | "Queen Of Rox (Shante Rox On) (Street Version)" | Roxanne Shanté           | -:-- |
| 2. | "Dedication"                                    | The Fearless Four        | -:-- |
| 3. | "Itchiban Scratch"                              | Chris "The Glove" Taylor | -:-- |
| 4. | "Stick Up Kid"                                  | The B-Boys               | -:-- |